# 36 Dywizja Strzelecka Wojsk Konwojujących NKWD
36 Dywizja Strzelecka Wojsk Konwojujących NKWD (ros. 36-я дивизия конвойных войск НКВД СССР) – jedna z dywizji piechoty wojsk NKWD z okresu II wojny światowej a także lat powojennych.

## Historia
Została sformowana w lutym 1942 w okolicach Krasnojarska z resztek 14 Dywizji Strzeleckiej Wojsk Konwojujących NKWD. Znajdowała się w Ukraińskim Okręgu Wojskowym. Rozwiązana w styczniu 1948.